# KCTD6
KCTD6 (англ. Potassium channel tetramerization domain containing 6) – білок, який кодується однойменним геном, розташованим у людей на 3-й хромосомі. Довжина поліпептидного ланцюга білка становить 237 амінокислот, а молекулярна маса — 27 610.
| 10         |  | 20         |  | 30         |  | 40         |  | 50         |
| ---------- |  | ---------- |  | ---------- |  | ---------- |  | ---------- |
| MDNGDWGYMM |  | TDPVTLNVGG |  | HLYTTSLTTL |  | TRYPDSMLGA |  | MFGGDFPTAR |
| DPQGNYFIDR |  | DGPLFRYVLN |  | FLRTSELTLP |  | LDFKEFDLLR |  | KEADFYQIEP |
| LIQCLNDPKP |  | LYPMDTFEEV |  | VELSSTRKLS |  | KYSNPVAVII |  | TQLTITTKVH |
| SLLEGISNYF |  | TKWNKHMMDT |  | RDCQVSFTFG |  | PCDYHQEVSL |  | RVHLMEYITK |
| QGFTIRNTRV |  | HHMSERANEN |  | TVEHNWTFCR |  | LARKTDD    |  |            |

A: Аланін

C: Цистеїн

D: Аспарагінова кислота

E: Глутамінова кислота

F: Фенілаланін

G: Гліцин

H: Гістидин

I: Ізолейцин

K: Лізин

L: Лейцин

M: Метіонін

N: Аспарагін

P: Пролін

Q: Глутамін

R: Аргінін

S: Серин

T: Треонін

V: Валін

W: Триптофан